# Debbie Tanner
Debbie Tanner (Auckland, 8 de octubre de 1982) es una deportista neozelandesa que compitió en triatlón. Ganó dos medallas en el Campeonato de Oceanía de Triatlón, bronce en 2007 y plata en 2010.

## Palmarés internacional
| Campeonato de Oceanía | Campeonato de Oceanía      | Campeonato de Oceanía | Campeonato de Oceanía |
| Año                   | Lugar                      | Medalla               | Prueba                |
| --------------------- | -------------------------- | --------------------- | --------------------- |
| 2007                  | Geelong (Australia)        | Medalla de bronce     | Individual            |
| 2010                  | Wellington (Nueva Zelanda) | Medalla de plata      | Individual            |